# 美国第十四集团军
美国第十四集团军（英語：Fourteenth United States Army）是美國陸軍在堅忍行動中建立的虛構部隊，由約翰·P·盧卡斯少將擔任指揮官，隸屬於美国第一集团军群。
雙面間諜胡安·普約爾·加西亞在1944年8月發給德國情報機構的訊息，描述第十四集团军有許多從「美國監獄釋放的囚犯，加入了法國或西班牙的外籍兵」，是「專門挑選來對抗日本人，他們不會逮捕俘虜而是直接殺死」。

### 書目
- Hesketh, Roger. . Zenith Press. 2007. ISBN 978-0760331460 （英语）.
- Holt, Thaddeus. . Phoenix. 2005. ISBN 978-1616080792 （英语）.